# TAP Air Portugal
TAP Air Portugal (Transportes Aéreos Portugueses) è la compagnia aerea di bandiera del Portogallo. Il suo hub principale è l'aeroporto di Lisbona-Portela e quello secondario il Sá Carneiro di Porto.

## Storia
Nasce nel marzo 1945 come società di servizio pubblico e si trasforma in società a capitale misto nel 1953, con la pubblica amministrazione quale socio di maggioranza. L'intento era quello affiancare e poi di sostituire la presistente Aéro Portuguesa, che verrà infatti assorbita nel 1953.
La compagnia è l’ottava meno puntuale secondo L'OAG nel 2018 (a maggio) con solo il 58.1% partiti in orario (entro 15 minuti dopo la partenza prevista).
Seguendo l'ondata di nazionalizzazioni del 1975, seguita al processo di normalizzazione dopo la Rivoluzione dei garofani del 1974, ritorna ad essere una azienda statale. Il suo aeroporto di Lisbona, è un importantissimo crocevia per le rotte verso l'Europa, l'Asia, l'America e l'Africa. Viaggia su 75 destinazioni in 33 paesi del mondo. Ha vinto il premio WTA (World Travel Awards), essendo leader delle rotte del Sud America e di conseguenza, diventando la migliore compagnia del 2010. Gestisce 2.000 voli settimanali, con una flotta omogenea di 55 aeromobili, cioè, possiede una sola marca di aeromobili (flotta interamente Airbus, escluso Portugália). Gestisce la compagnia aerea Portugália, che si occupa delle flotte regionali del Portogallo. Originariamente, si chiamava Transportes Aéreos Portugueses; poi, dopo il 1974, passò a chiamarsi TAP Air Portugal ed infine assunse il nome attuale TAP Portugal. Dal 2010 ha aperto nuove rotte con Marrakesh e Algeri.
Dal 2005 è divenuto il 16º membro di Star Alliance e ha cambiato nome in TAP Portugal, nome che ha mantenuto fino al novembre 2017 quando è tornata a chiamarsi TAP Air Portugal.
Nel 2020 il ministero portoghese del Tesoro (Direcção-Geral do Tesouro e Finanças o «DGTF») ha acquisito direttamente le azioni di TAP che rappresentano il 22,5 % del capitale sociale precedentemente detenuto da Atlantic Gateways. Di conseguenza, lo Stato portoghese detiene oggi, direttamente e indirettamente, una posizione di maggioranza corrispondente al 72,5 % del capitale sociale e i rispettivi diritti economici di TAP (il 50 % tramite Parpública e il 22,5 % tramite la DGTF).

### Piano di ristrutturazione
Negli ultimi anni TAP ha sostenuto costi straordinari legati a interruzioni operative che hanno ostacolato la crescita della redditività e della competitività, dovuti a un livello elevato di ritardi e cancellazioni dei voli, nonché a un’esposizione molto elevata al cambio in valuta estera dovuta alle attività in Brasile e in Angola.
Il governo portoghese ha approvato un piano di ristrutturazione. Le misure volte ad adeguare la capacità di TAP Air Portugal consistono principalmente nella razionalizzazione della sua flotta e nell’ottimizzazione della sua rete. Nel complesso, nel 2025, il piano flotta di TAP Air Portugal porterà a una composizione più omogenea della flotta e a una riduzione dei costi operativi grazie al minor consumo di carburante e alle minori esigenze di manutenzione dei nuovi aeromobili.
Con la legge sul bilancio pubblico dello Stato per il 2021 nel novembre 2020, il governo portoghese ha stanziato 500 milioni di EUR di sostegno finanziario a favore di TAP.

## Destinazioni
Al 2022 TAP Air Portugal serve numerose destinazioni in Europa, America, Africa ed Asia.

### Accordi commerciali

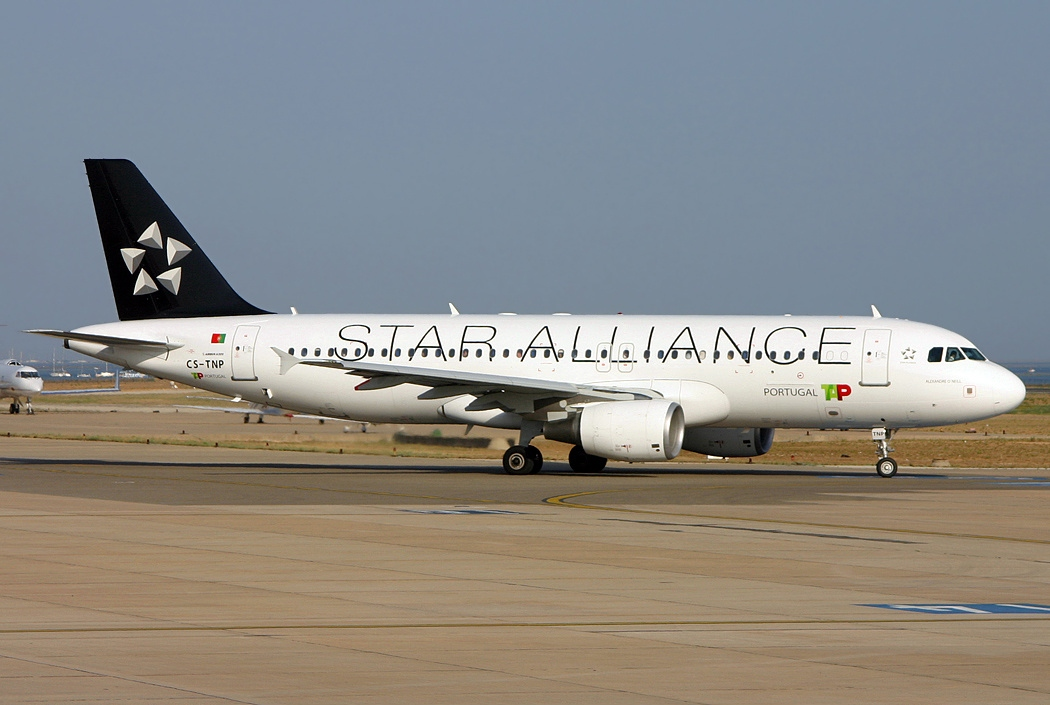
Un Airbus A320-200 di TAP Air Portugal in livrea Star Alliance.

Al 2022 TAP Air Portugal ha accordi di code sharing con le seguenti compagnie:
- Aegean Airlines
- Air Canada
- Air China
- Air India
- airBaltic[8]
- All Nippon Airways
- Asiana Airlines
- Austrian Airlines
- Azores Airlines
- Azul Brazilian Airlines
- Avianca
- Beijing Capital Airlines
- Brussels Airlines
- Croatia Airlines
- EgyptAir
- El Al[9]
- Emirates
- Ethiopian Airlines
- Etihad Airways
- Finnair
- Gol Linhas Aéreas
- ITA Airways[10]
- JetBlue
- LAM Mozambique Airlines
- LOT Polish Airlines
- Lufthansa
- Luxair
- Nordica[11]
- S7 Airlines
- Singapore Airlines
- South African Airways
- Swiss International Air Lines
- Thai Airways
- Turkish Airlines
- Ukraine International Airlines[12]
- United Airlines

### Alleanze
Il 14 marzo 2005 TAP Air Portugal è entrata a far parte di Star Alliance

## Flotta

### Flotta attuale

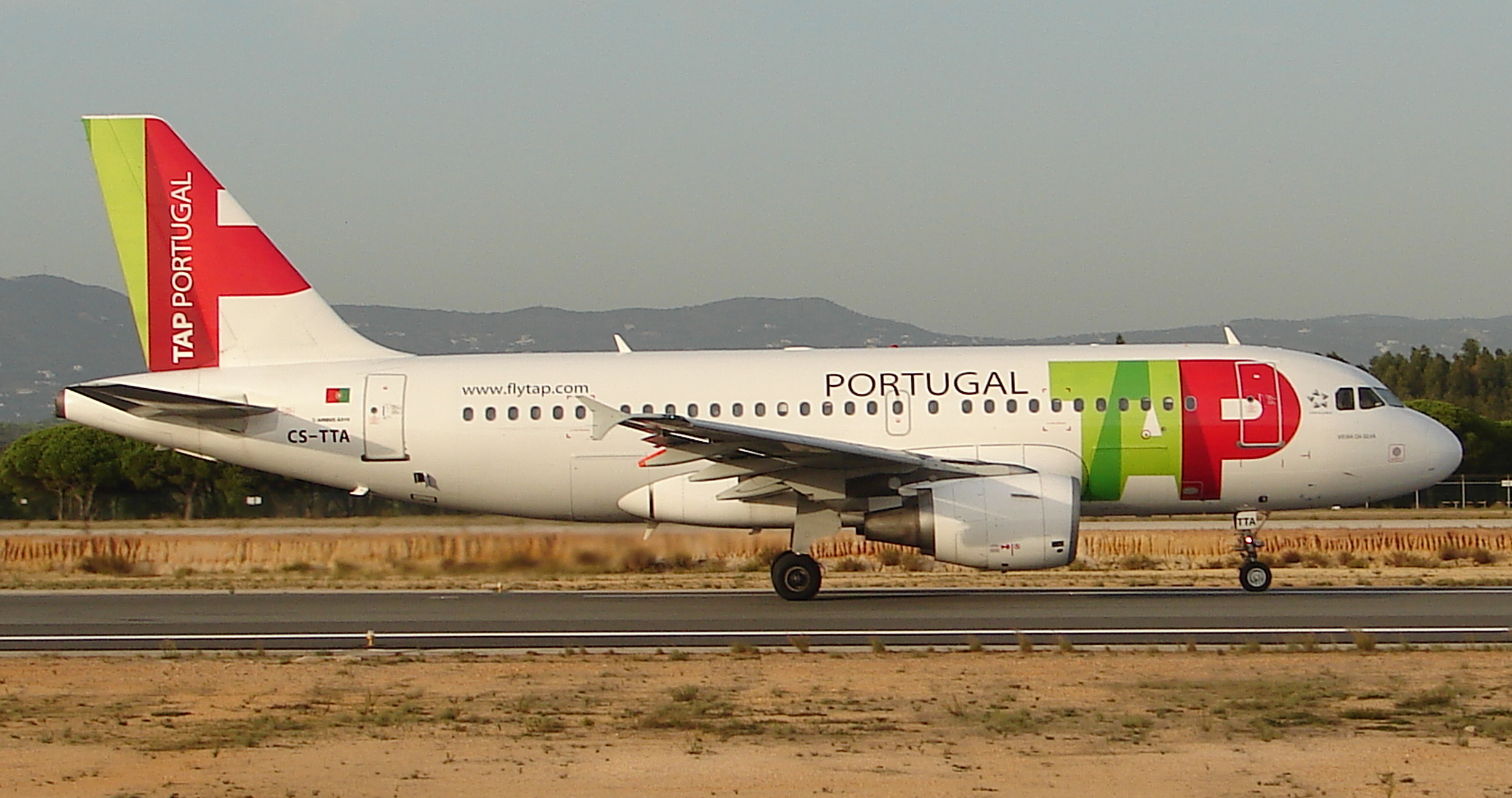
Un Airbus A319-100.

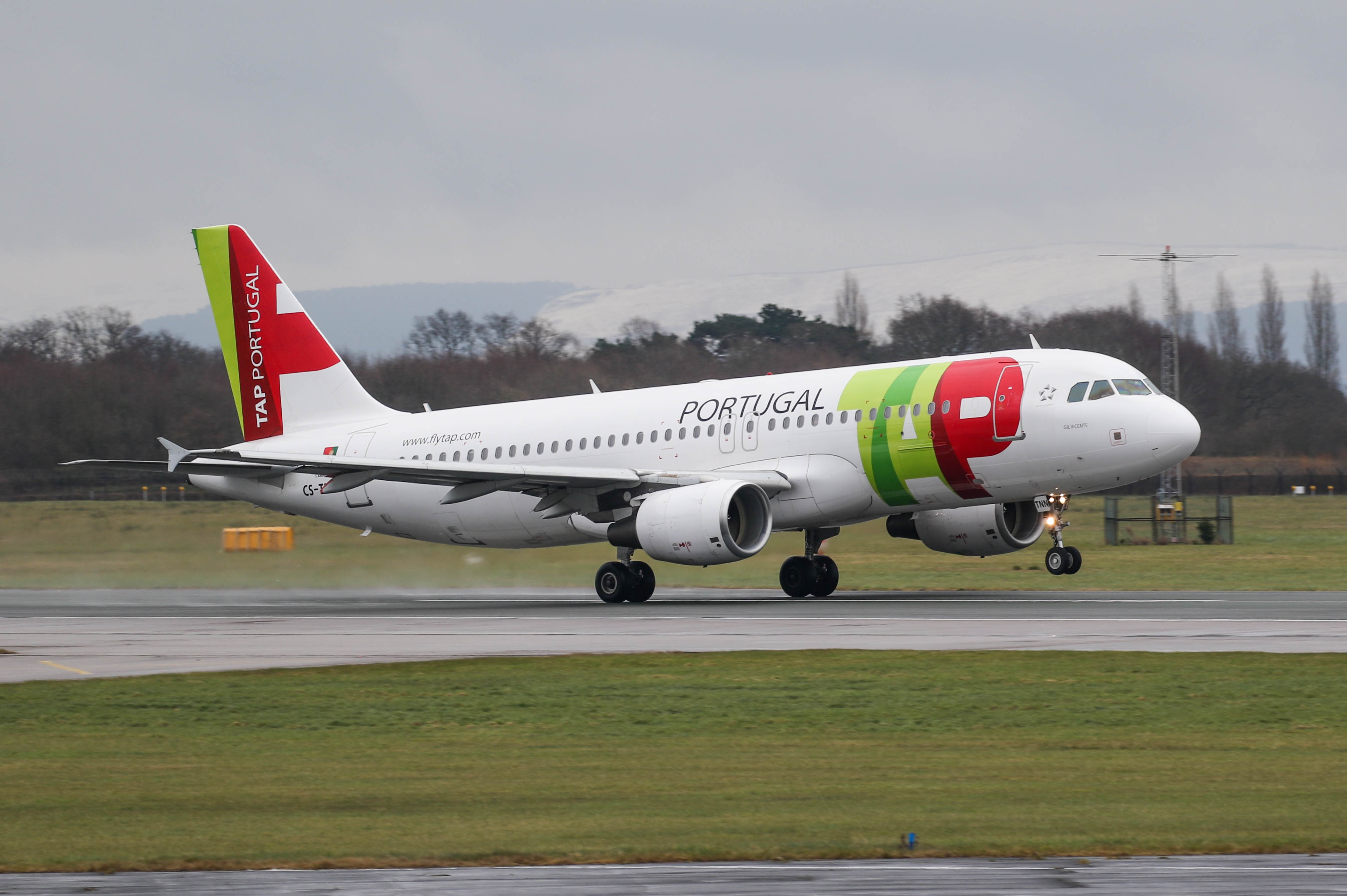
Un Airbus A320-200.

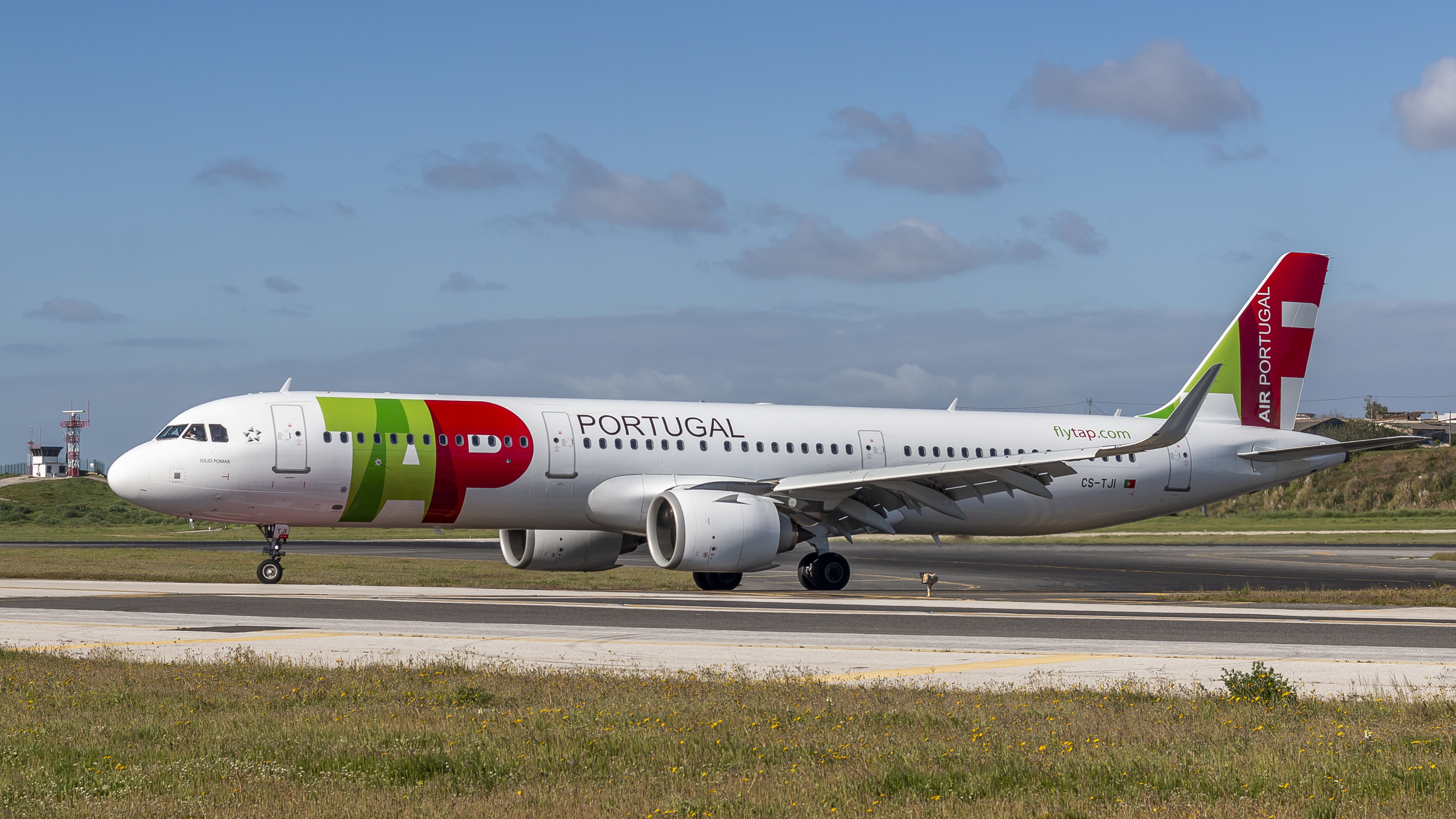
Un Airbus A321neo.

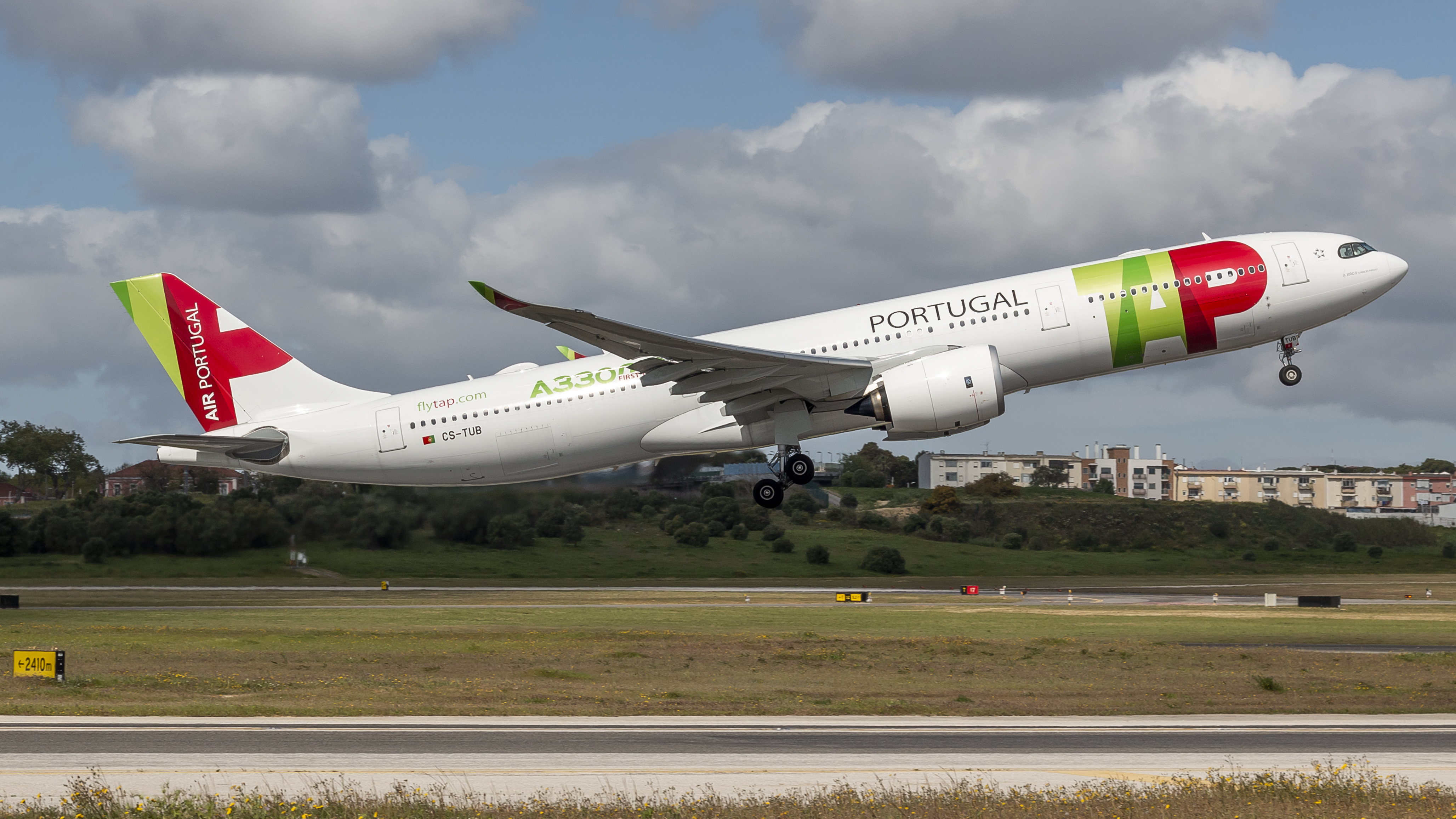
Un Airbus A330-900neo.

Ad aprile 2025 la flotta TAP Air Portugal risulta composta dai seguenti aeromobili:

### Flotta storica

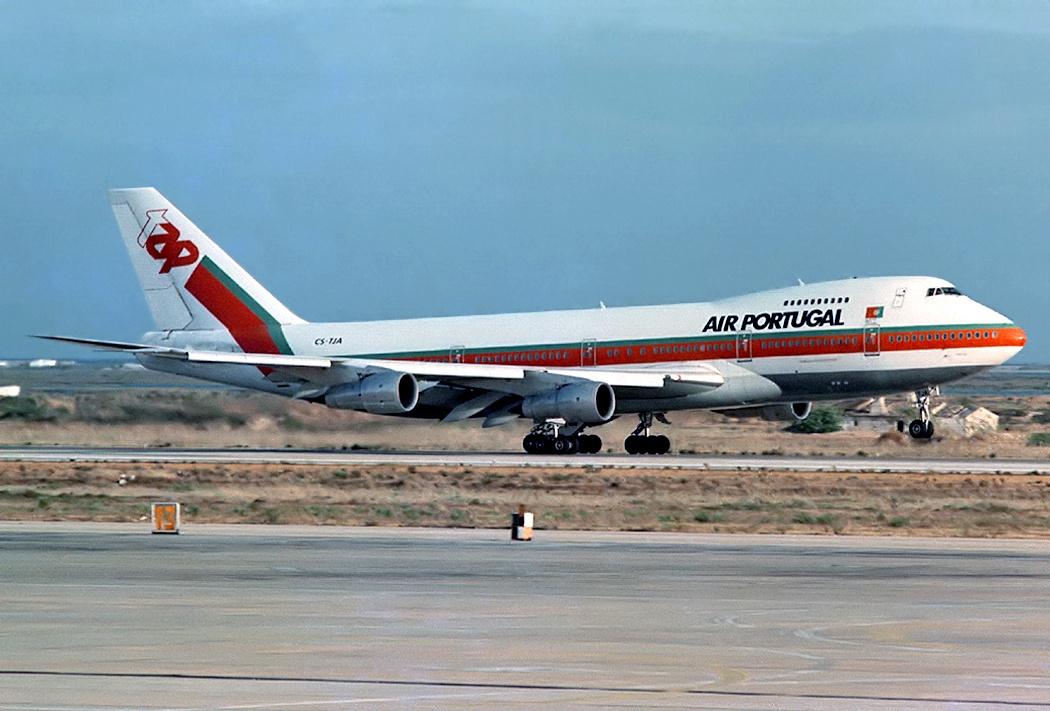
Un Boeing 747-200.

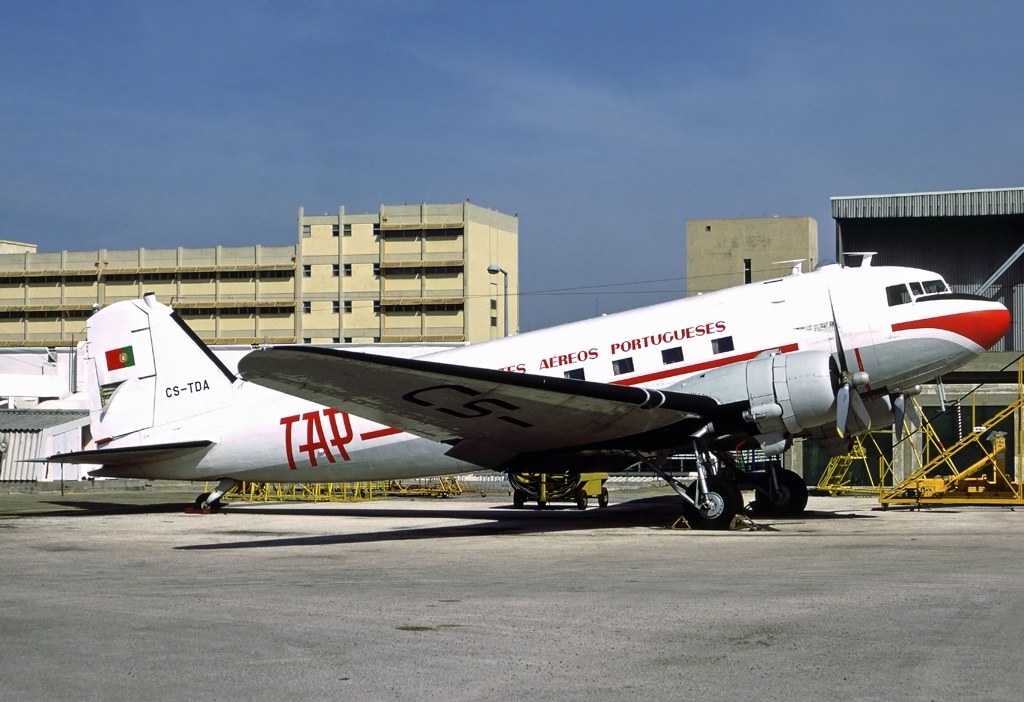
Un Douglas DC-3.

TAP Air Portugal operava in precedenza con i seguenti aeromobili:

## Servizio a bordo
A bordo è possibile viaggiare in due classi: Tap executive e la classe economica
Sugli Airbus A319, A320 e A321, è possibile in tutte le classi guardare film o video attraverso schermi di intrattenimento posti in alto. È possibile selezionare un menù gourmet.
Sugli Airbus A330 più recenti è possibile avere schermi personali in tutte le classi, con uno schermo AVOD (Audio Video on demand) film musica, giochi e molto altro. Sugli A330 più vecchi, ciò non è possibile in classe economica, ma è comunque disponibile uno schermo personale.
TAP è tra le prime compagnie aeree europee ad offrire un servizio di connessione internet a bordo.
La partnership con il sistema di Internet OnAir WiFI, consente ai passeggeri della flotta A330 (Pedro Nunes) di poter navigare su Internet a bordo. I passeggeri possono trovare questo servizio sulle rotte tra l'Europa ed il Nord America e il Sud America.